# Joanna Dorociak
Joanna Dorociak, née le 14 avril 1992, est une rameuse polonaise.

## Palmarès

### Championnats d'Europe
- 2016 à Brandebourg-sur-la-Havel, Allemagne
  -  Médaille de bronze en deux de couple poids légers avec Weronika Deresz
- 2015 à Poznań, Pologne
  -  Médaille de bronze en deux de couple poids légers avec Weronika Deresz